# Ракетні удари по Одесі 15 березня 2024
Ракетні удари по Одесі були завдані вдень 15 березня 2024 року з інтервалом півгодини збройними силами Російської Федерації по рекреаційній зоні міста. Ця атака стала найбільш кровопролитною за кількістю жертв та постраждалих атакою на цивільну інфраструктуру міста від початку російсько-української війни. Загинули 21 людина, ще 74 отримали поранення різного ступеня тяжкості
На місце влучання прибули рятувальники ДСНС, які почали гасити пожежу, розбирати завали та шукати постраждалих. Пізніше ЗС РФ повторно завдали ракетного удару.
Внаслідок ракетних ударів була пошкоджена цивільна інфраструктура, зокрема щонайменше 64 приватні будинки, станція технічного обслуговування, газопровід низького тиску та пожежно-рятувальні автомобілі, ще чотири будинки зруйновані.

## Хід подій
15 березня 2024 року об 11:01 (UTC+2) в області пролунала повітряна тривога. Близько 11:03 у рекреаційний об'єкт на вулиці Дача Ковалевського Київського району влучила перша ракета. В 11:37, як тільки на місце події прибули медики, рятувальники і поліція, туди ж прилетіла й друга ракета. Зруйновано триповерхову будівлю рекреаційного об'єкту, пошкоджено щонайменше 10 садибних житлових будинків, станцію техобслуговування автомобілів, газопровід низького тиску, автівки швидкої допомоги та пожежно-рятувальних служб.

## Жертви
У перший день трагедії виявлено 20 загиблих. Серед убитих росіянами — колишній перший заступник мера Одеси Сергій Тетюхін та 30-річний поліцейський Андрій Боярський, сиротою залишилася тримісячна донька. Вранці наступного дня у лікарні помер 39-річний рятувальник Віталій Алімов, який став 21 жертвою.
Серед постраждалих — сім співробітників ДСНС. Олег Кіпер уточнив, що є важко поранені. Також постраждали медичні працівники.
Перший ракетний удар
- Абраменко Дмитро Олександрович — спецслужбовець штурмового полку «Цунамі»[12]
- Гостіщев Олександр Євгенович — командир батальйону штурмового полку «Цунамі» управління поліції особливого призначення № 2 Департаменту поліції особливого призначення «ОШБ НПУ «Лють»[13][14][15] [16]
- Мельник Віктор Іванович — спецслужбовець штурмового полку «Цунамі»[17]
- Московчук Віталій Анатолійович — спецслужбовець штурмового полку «Цунамі»[18]
- Свид Іван Валентинович — спецслужбовець штурмового полку «Цунамі»[19]
- Тетюхін Сергій Миколайович — військовослужбовець, перший заступник міського голови Одеси з 3 травня по 29 листопада 2023 року[20][21]
- Федоренко Роман Володимирович — спецслужбовець штурмового полку «Цунамі»[22]
- Хоменко Сергій Олександрович — капрал поліції, спецслужбовець штурмового полку «Цунамі»[23]

Повторний ракетний удар
- Алімов Віталій Олександрович — майстер-сержант служби цивільного захисту, водій 6 держаної пожежно-рятувальної частини 6 держаного пожежно-рятувального загону головного управління ДСНС України в Одеській області, помер вранці 16 березня у лікарні[24]
- Березний Олександр Зосимович — колишній заступник директора з господарської частини Березівського вищого професійного училища Національного університету «Одеська політехніка»
- Боярський Андрій Валерійович — капітан поліції Одеського районного управління поліції № 1[25]
- Ільюшин Андрій Олександрович — сержант поліції, бойовий парамедик[26]
- Колесніков Денис Дмитрович — майстер-сержант служби цивільного захисту, водій 6 держаної пожежно-рятувальної частини 6 держаного пожежно-рятувального загону головного управління ДСНС України в Одеській області[27]
- Михайленко (Фаюк) Світлана — уроженка с. Комарашеве Миколаївської селищної громади Березівського району Одеської області[28]
- Ротару Сергій — фельдшер бригади № 51 підстанції екстреної медичної допомоги № 5 Одеської міської станції швидкої медичної допомоги[29]

## Розслідування
Як повідомив офіс генпрокурора України, росіяни з території Криму вдарили ракетою комплексу «Іскандер-М».
Українське слідство почало розслідування за статтею про порушення законів і звичаїв війни, пов'язаного з умисним вбивством (частина 2 статті 438 КК України).

## Реакція
Президент України Володимир Зеленський прокоментував удар. «Зараз в Одесі ще тривають рятувальні роботи та надання допомоги після російського ракетного удару — дуже підлого удару цих покидьків: дві ракети, і друга, коли на місце влучання прибули рятувальники та лікарі. Серед загиблих та постраждалих — фельдшери „екстренки“, рятувальники ДСНС», — зазначив президент.
Одеська ОВА оголосила 16 березня Днем жалоби.